# Tony Igy
Tony Igy (* 6. Juni 1985 in Kamensk-Schachtinski, Russland als Anton Igumnov) ist ein russischer Musikproduzent aus dem Bereich des EDM. 2010 erlangte er mit dem Instrumentalstück Astronomia erstmals Bekanntheit. Eine 2014 entstandene Remix-Version des niederländischen DJ-Duos Vicetone, konnte infolge der Verwendung in den sogenannten Dancing-Pallbearers-Memes kommerziellen Erfolg landen.

## Leben
Anton Igumnov wuchs in Kamensk-Schachtinski auf. Zum ersten Mal in Kontakt mit elektronischer Musik kam er schon in jungen Jahren. Seinen ersten Song komponierte er auf der weiterführenden Schule auf einem einfachen Kinderkeyboard. Musikalisch war er in jener Zeit von The Prodigy geprägt. Jedoch beabsichtigte er nie eine Karriere in der Musik und so lernte er nie ein Instrument.
2006 erschien sein Track Pentagramma, der ihn lokal bekannt machte. Im März 2010 veröffentlichte Igy die EP This Is My Gift And This My Curse. Einer der Tracks enthielt den Titel Astronomia und wurde zusätzlich als kostenloser Download angeboten. Er wurde im russischen Radio gespielt und konnte schnell an Popularität gewinnen. Der niederländische DJ und Produzent Tiësto spielte den Song 2010 bei einigen seiner Liveauftritte, woraufhin der Song unter dem Titel Welcome to Ibiza im Internet geteilt wurde. Eine YouTube-Veröffentlichung unter seinem Namen, konnte über 15 Millionen Zuschauer erreichen. Im September des Folgejahres veröffentlichte die australische Rapperin Iggy Azalea das Lied My World, dessen Instrumental auf Astronomia basiert. Igy wurde dabei nicht als Komponist angegeben.
Am 30. August 2013 veröffentlichte er das Studioalbum Get Up. Am 22. Oktober 2013 wurde Astronomia erstmals als offizielle Single veröffentlicht. Als Plattenlabel agierte dabei das russische Dance-Label „Freestyle Records“. Am 10. Juli 2014 veröffentlichte das niederländische EDM-Duo Vicetone eine überarbeitete Version des Liedes unter dem Titel Astronomia 2014 als kostenloser Download. Innerhalb kürzester Zeit konnte der Remix auf Plattformen wie YouTube oder SoundCloud mehrere Millionen Klicks erreichen. Nachdem das dänische Plattenlabel „disco:wax“ Astronomia signierte, erschien die Original-Version von 2010 am 2. September 2016 erstmals weltweit als Single. Am 16. September 2016 folgte die Version von Vicetone. Parallel erschien die Single Don’t Turn Around, für die er mit dem russischen Musiker Syntheticsax zusammenarbeitete. Des Weiteren erschien die Solo-Single Nelly, sowie das Lied Day in Day Out, die gemeinsam mit X-Chrome entstand.
Nachdem in den Vorjahren eine Reihe an Liedern als Free-Tracks auf verschiedenen Musikplattformen veröffentlicht wurden, veröffentlichte Igy zwischen Juni 2017 und Juli 2017 insgesamt 17 Songs als durch Eigenvertrieb als Single. Am 15. Juli 2017 erschien zusätzlich die EP It’s Beautiful … It’s Enough. 2018 erschien in Kollaboration mit dem italienischen DJ und Produzenten Gio Nailati eine Vocal-Version von Astronomia, die den Titel Take Me Away trug und Gesang von der Sängerin Hoshie Soul enthielt. Am 15. November 2019 veröffentlichte Igy das Studioalbum You Know My Name, ebenfalls durch Eigenvertrieb.
2020 wurde Astronomia durch das populär gewordene Meme der Dancing Pallbearers weltweit bekannt. Videos der tanzenden Sargträger aus Ghana wurden mit dem Song unterlegt und erschienen über YouTube und TikTok. Die Videos erreichten während der COVID-19-Pandemie Bekanntheit. Durch die überwiegende Verwendung der Vicetone-Version, erreichte diese im Zuge der Videos 2020 die Charts in Deutschland und der Schweiz.

## Diskografie

### Alben
- 2013: Get Up
- 2019: You Know My Name

### EPs
- 2010: This Is My Gift And This My Curse
- 2017: It’s Beautiful … It’s Enough

### Singles
- 2010: Astronomia
- 2014: Astronomia 2014 (mit Vicetone)
- 2015: Run Away (feat. Bella Blue)
- 2015: Open Fire
- 2016: Don’t Turn Around (feat. Syntheticsax)
- 2016: Nelly
- 2016: Day in Day Out (mit X-Chrome)
- 2017: Caruna
- 2017: Because of You
- 2017: Another
- 2017: Nuera
- 2017: Let’s Run
- 2017: I Can See
- 2017: For You Special
- 2017: The Dust
- 2017: Starlight
- 2017: Sentiment
- 2017: Misterio
- 2017: Meduzza
- 2017: I Wanna See You Now
- 2017: Civik
- 2017: The One for Me
- 2017: Playing
- 2017: Island
- 2017: Change
- 2018: Yes I Do
- 2018: Show You How
- 2018: Roscoe’s (Shout Louder)
- 2018: Take Me Away (mit Gio Nailati feat. Hoshi Soul)
- 2020: Street Sadness
- 2020: Happy Land

## Auszeichnungen für Musikverkäufe
| Goldene Schallplatte - Dänemark - 2022: für die Single Astronomia (Vicetone Remix) - Italien - 2021: für die Single Astronomia (Vicetone Remix) - Polen - 2024: für die Single Astronomia - Spanien - 2024: für die Single Astronomia (Vicetone Remix) | Platin-Schallplatte - Frankreich - 2024: für die Single Astronomia - Norwegen - 2022: für die Single Astronomia (Vicetone Remix) - Polen - 2020: für die Single Astronomia (Vicetone Remix) - Schweden - 2020: für die Single Astronomia (Vicetone Remix) |

Anmerkung: Auszeichnungen in Ländern aus den Charttabellen bzw. Chartboxen sind in ebendiesen zu finden.
| Land/RegionAuszeichnungen für Musikverkäufe (Land/Region, Auszeichnungen, Verkäufe, Quellen) | Gold     | Platin     | Verkäufe | Quellen              |
| -------------------------------------------------------------------------------------------- | -------- | ---------- | -------- | -------------------- |
| Dänemark (IFPI)                                                                              | Gold1    | —          | 45.000   | ifpi.dk              |
| Deutschland (BVMI)                                                                           | Gold1    | —          | 200.000  | musikindustrie.de    |
| Frankreich (SNEP)                                                                            | —        | Platin1    | 200.000  | snepmusique.com      |
| Italien (FIMI)                                                                               | Gold1    | —          | 35.000   | fimi.it              |
| Norwegen (IFPI)                                                                              | —        | Platin1    | 60.000   | ifpi.no              |
| Polen (ZPAV)                                                                                 | Gold1    | Platin1    | 75.000   | olis.pl              |
| Schweden (IFPI)                                                                              | —        | Platin1    | 40.000   | sverigetopplistan.se |
| Spanien (Promusicae)                                                                         | Gold1    | —          | 30.000   | elportaldemusica.es  |
| Insgesamt                                                                                    | 5× Gold5 | 4× Platin4 |          |                      |